# Incisocalliope derzhavini
Incisocalliope derzhavini is een vlokreeftensoort uit de familie van de Pleustidae. De wetenschappelijke naam van de soort werd in 1938 voor het eerst geldig gepubliceerd door Gurjanova als Neopleustes derzhavini.

## Verspreiding
Incisocalliope derzhavini is een kleine estuariene en mariene vlokreeft, meestal geassocieerd met intertidale en subtidale aangroei op ongewervelde dieren. Het is inheems in de noordwestelijke Stille Oceaan, waar het bekend is uit Zuid-Rusland, Japan en Korea. Geïntroduceerde populaties zijn aanwezig langs de westkust van Noord-Amerika in de noordoostelijke Stille Oceaan, waar het zich uitstrekt van Puget Sound (Washington) tot de Baai van San Diego (Californië). Ballastwater en rompaangroei worden beschouwd als de meest waarschijnlijke vectoren voor de introductie van deze vlokreeft.